# برج مياه (الرياض)
برج مياه الرياض هو برج مخروطي الشكل مخصص لتخزين المياه الواردة إليه من الآبار الجوفية لمقابلة الضغط على الطلب المتزايد على الماء آنذاك من سكان العاصمة الرياض، أُنشئ في عام 1971م تحت إشراف وزارة الزراعة والمياه (وزارة البيئة والمياه والزراعة حاليًا)، ويقع ضمن منطقة المربع، وفي عام 1999 أصبح عنصر من عناصر مركز الملك عبد العزيز التاريخي، ويعد البرج من معالم مدينة الرياض المعمارية والتراثية، وواجهة حضارية وثقافية.

## فكرة رائدة
لإضافة لمسة حضارية إلى الرياض، تم اختيار الشكل الهندسي للبرج من قبل مهندس المشروع السويدي الجنسية «ساوني لينستروم» بالاستفادة من الخبرات المكتسبة من بناء برج مياه مدينة «أوريور» في السويد، فجمع بين القيمة التنموية، والقيمة السياحية الترفيهية، حيث لبّى الحاجة الملحة لسكان الرياض من المياه، وقدّم خدمات ترفيهية من خلال الحديقة المحيطة به والمطعم الذي يضمه في الجزء المخروطي منه، حتى أن الشارع الذي يمر به سمي شعبيًا بشارع الخزان في دلالة على التأثير الحضاري للبرج في الثقافة العامة كونه مفردة معمارية متميزة قبل (47) عاما، كما دخل اسمه في بعض قصائدالشعر الشعبي المغناة، وأناشيد الأطفال في تلك الفترة.

## الموقع
اختير موقع البرج في نقطة وسط الرياض آنذاك تبعد المسافة نفسها عن مصادر المياه البئرية الرئيسة في أحياء الشميسي، ومنفوحة، والملز، وذلك لأسباب علمية واقتصادية، ويبعد حوالي (500) متر عن قصر المربع التاريخي.

## التشييد
تم صب جسم الخزانين (الجزء المخروطي من البرج) فوق سطح الأرض، وبعد اختبارهما وطلائهما، بدأ رفعه شيئًا فشيئًا باستعمال (32) رافعة هيدروليكية تبلغ قوة الرافعة الواحدة (200) طن، وقد تم تثبيت هذه الرافعات بقاعدة الخزان المصبوبة، وتم رفع الخزان (20) سم في كل مرحلة رفع، وقد كان متوسط رفع الخزان (60) سم في اليوم الواحد، وبعد كل ثلاث مراحل رفع أي بعد (60) سم تم صب محيط العمود الإسطواني بواسطة قوالب بقيت في مكانها حتى انتهاء عملية الرفع، وبعد تصلب الخرسانة المسلحة تبدأ عملية الرفع التالية، واستغرقت عملية رفع البرج أربعة أشهر، واستخدم فيها (4500) متر مكعب من الخرسانة، و (444) طناّ من التسليح، و (115) طنا من الصلب سابق الإجهاد، كما تم استخدام الآلات الحاسبة الإلكترونية في احتساب المقاسات النهائية للخزانين الرئيسي والعلوي، كما تم التعاقد مع شركة عالمية متخصصة لصيانة البرج لمدة خمس سنوات مع اشتراط تدريب كفاءات شابة سعودية في هذا الجانب.
```
كان لون البرج في البداية الأسود والأبيض، وبعد (35) سنة غيّر لونه إلى الأبيض والأزرق الخفيف للدلالة على اللون العلمي للماء.
[
4
]
```

## أطوال البرج
يبلغ طول البرج فوق سطح الأرض (61) مترًا، منها (29) مترا طول الجزء المخروطي العلوي، وتبلغ مسافة عمق العمود الإسطواني في داخل الأرض (17) مترًا، وطول مسطح الجزء المخروطي (54) مترًا، وطول قطر العمود الإسطواني للبرج (11) متراّ.